# 11 Pułk Artylerii Ciężkiej (PSZ)
11 Pułk Artylerii Ciężkiej (11 pac) ang. 11th Polish Medium Regiment – oddział artylerii ciężkiej Polskich Sił Zbrojnych.

## Formowanie i zmiany organizacyjne

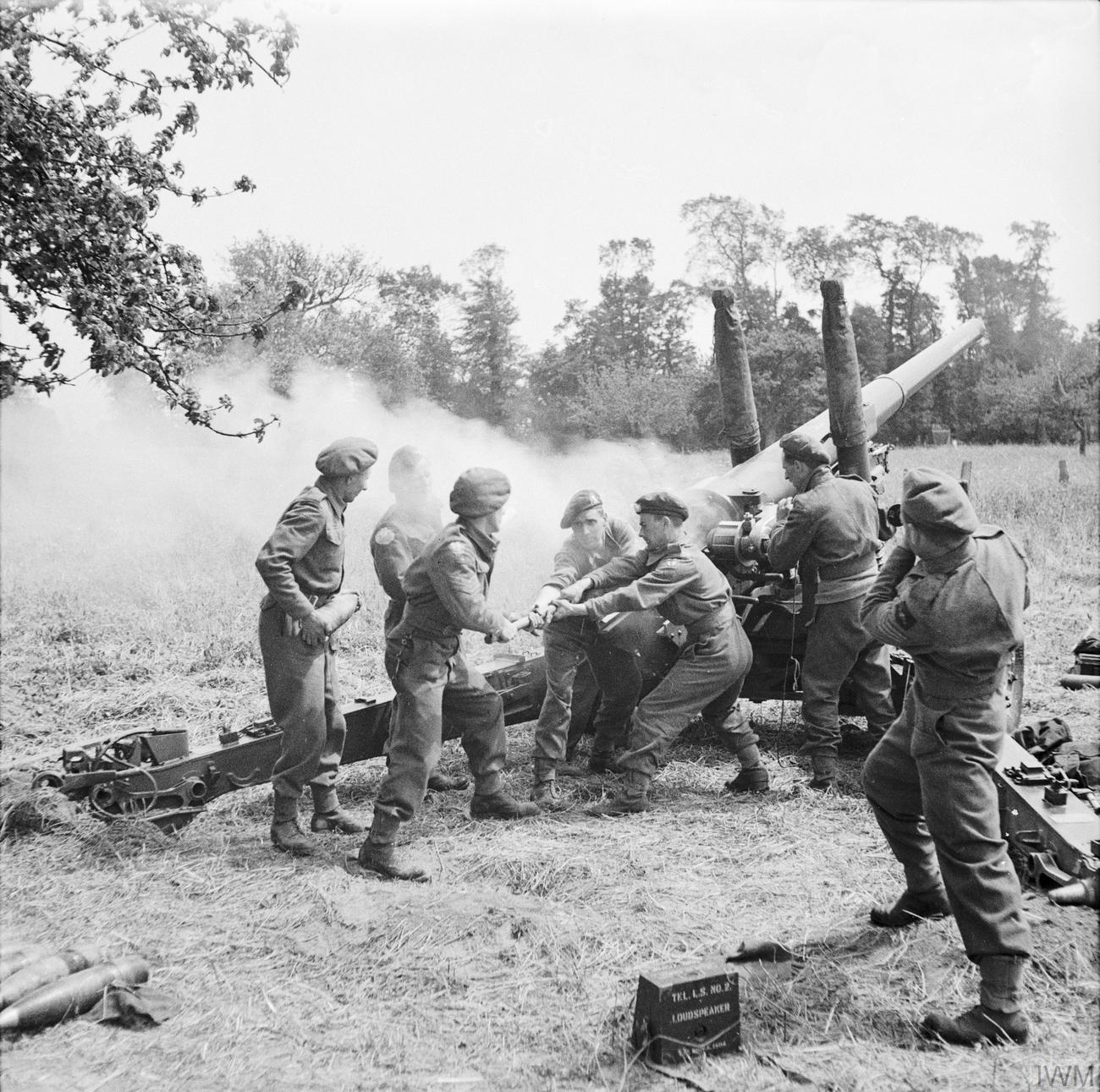
114,3 mm (4,5-calowa) armata

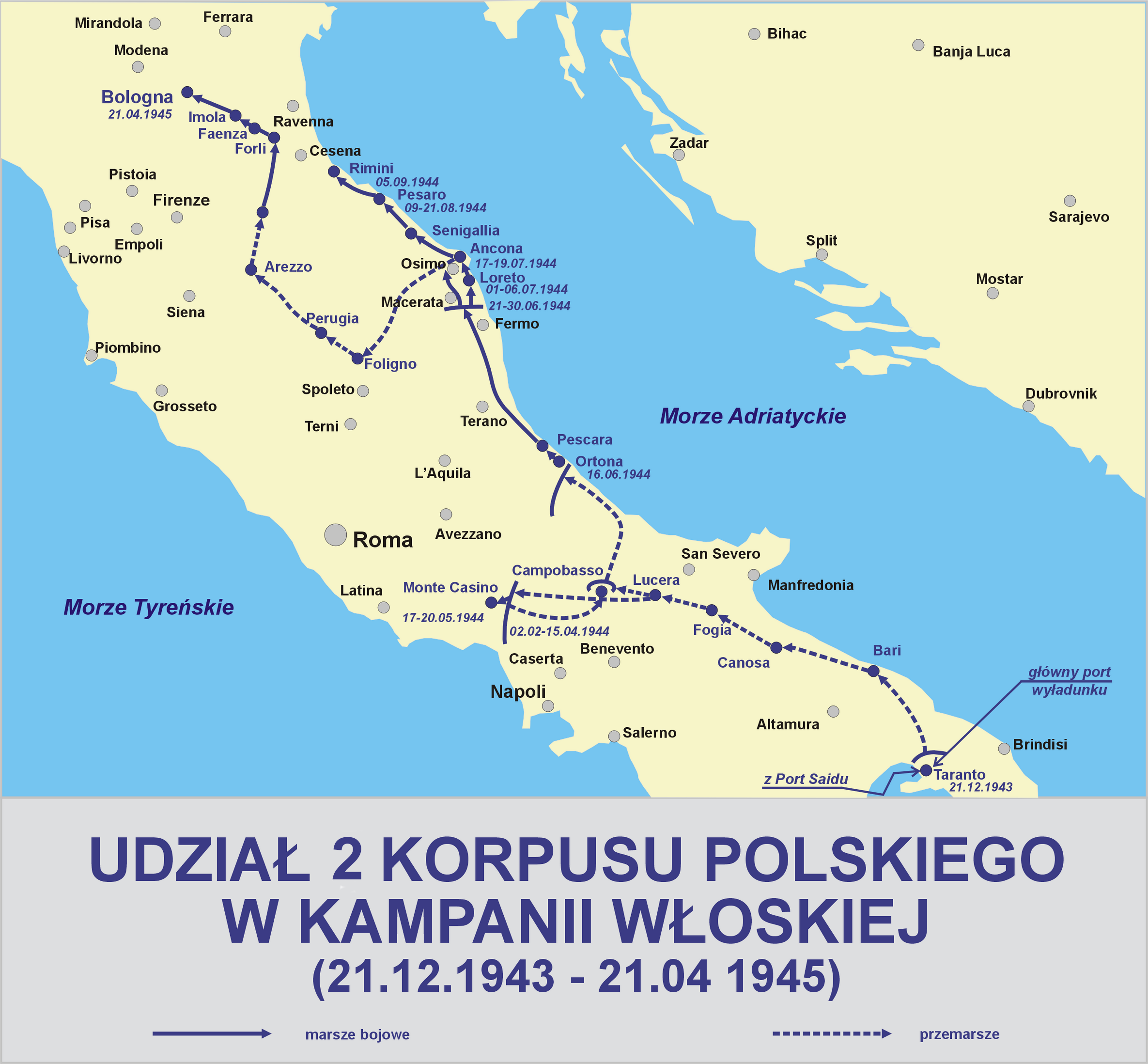
Szlak bojowy 11 pac

Pułk powstał w październiku 1942 roku z przemianowania 7 Pułku Artylerii Ciężkiej, ewakuowanego z ZSRR wraz z Armią Andersa. Wchodził początkowo w skład "Artylerii Ciężkiej" Armii Polskiej na Wschodzie, "Grupy Artylerii Armii" potem w skład 2 Grupy Artylerii wspierającej 2 Korpus. Pułk posiadał dwa dywizjony. W skład każdego dywizjonu wchodziły dwie baterie artylerii po cztery 114,3 mm (4,5-calowe) armaty.

## Organizacja i obsada personalna
Dowódcy:
- ppłk/płk Tadeusz Frączek[2][3]
- ppłk Stanisław Oyrzyński[4]

Zastępcy dowódcy 
- mjr Tadeusz Wirth[5]
- mjr Teodor Dobrowolski[4]

- adiutant – por./kpt. Tadeusz Maryański[4]

Dowódcy I dywizjonu
- mjr Tadeusz Ostrowicz[5]
- kpt. Eugeniusz Wiatr[4]

Dowódcy II dywizjonu 
- kpt. Antoni Wojtyra[5]
- kpt. Witold Brocki[4]
- zastępca dowódcy II dyonu – por. Józef Lewandowski (VII 1945 – XII 1946)[6]

Każdy dywizjon posiadał dwie baterie artylerii po cztery 114,3 mm (4,5-calowe) armaty.